# كاثي لي غيفورد
كاثي لي غيفورد (بالإنجليزية: Kathie Lee Gifford)‏ هي مغنية وصحفية ومقدمة تلفزيونية ومغنية مؤلفة وملحنة وممثلة أمريكية، ولدت في 16 أغسطس 1953 بباريس في فرنسا.

## أعمال

### مسلسلات
- العرض المتأخر مع ديفيد ليترمان
- موردر

## وصلات خارجية
- كاثي لي غيفورد على موقع IMDb (الإنجليزية)
- كاثي لي غيفورد على موقع الموسوعة البريطانية (الإنجليزية)
- كاثي لي غيفورد على موقع روتن توميتوز (الإنجليزية)
- كاثي لي غيفورد على موقع ألو سيني (الفرنسية)
- كاثي لي غيفورد على موقع ميوزك برينز (الإنجليزية)
- كاثي لي غيفورد على موقع أول موفي (الإنجليزية)
- كاثي لي غيفورد على موقع قاعدة بيانات برودواي على الإنترنت (الإنجليزية)
- كاثي لي غيفورد على موقع قاعدة بيانات برودواي على الإنترنت (الإنجليزية)
- كاثي لي غيفورد على موقع قاعدة بيانات الأفلام السويدية (السويدية)
- كاثي لي غيفورد على موقع إن إن دي بي (الإنجليزية)